# Lyonia elliptica
Lyonia elliptica är en ljungväxtart som först beskrevs av Charles Wright och John Kunkel Small, och fick sitt nu gällande namn av Brother Alain. Lyonia elliptica ingår i släktet Lyonia och familjen ljungväxter. Inga underarter finns listade i Catalogue of Life.